# Elytrodon
Elytrodon — род жесткокрылых семейства долгоносиков.

## Экология
Личинки обитатели почвы. Взрослые жуки обычно живут под камнями.

## Виды
Некоторые виды рода:
- Elytrodon bidentatus (Steven, 1829)
- Elytrodon dilaticollis Pic, 1904
- Elytrodon distincticornis Pic, 1911
- Elytrodon hyperoides Ragusa, 1904
- Elytrodon istrianus G. Mueller, 1937
- Elytrodon italicus Pesarini, 1980
- Elytrodon luigionii Desbrochers, 1899
- Elytrodon platalea Pesarini, 1980